# 앤 라이스

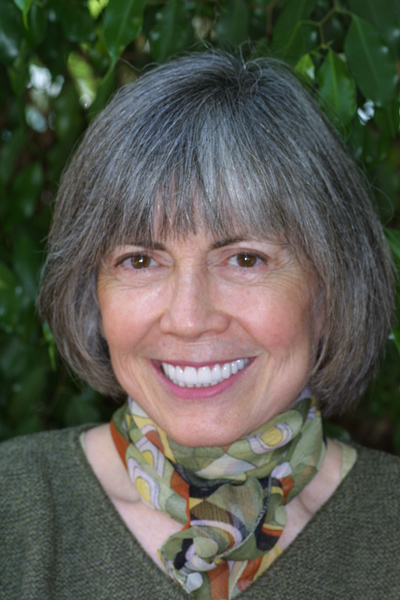
앤 라이스

앤 라이스(Anne Rice, 본명: Howard Allen Frances O'Brien, 1941년 10월 4일~2021년 12월 11일)는 미국의 소설가이다. 샌프란시스코 주립 대학교에서 학사 학위를 받았으며, 딸의 죽음을 다룬 자전적인 소설 '뱀파이어와의 인터뷰'를 썼다. 원고가 완성된 이후에 여러 차례 출판사에 보냈지만 무명이었던 그녀의 작품을 출판할 출판사를 찾지 못해 8년 동안이나 빛을 보지 못하다가 운이 좋게 출판이 되고 2년 후에 베스트셀러가 되었다. 이후 동명의 영화 뱀파이어와의 인터뷰로도 제작되었다.
그 후 뱀파이어 연대기를 집필하였으며, 진지한 뱀파이어 문학을 다루는 작가로 쏜꼽힌다. 트와일라잇을 쓴 작가, 스테파니 메이어에게 많은 영향을 주었다.

## 같이 보기
- 많이 팔린 픽션의 저자 목록